# Druten
Druten est une commune et un village néerlandais, situé en province de Gueldre.
Cinq villages se trouvent sur le territoire de la commune : Druten (chef-lieu), Afferden, Deest, Horssen et Puiflijk.

## Personnalité
- Peter-Hans Kolvenbach (1928-2016), 29e Supérieur général des Jésuites est né à Druten.